# 玉乃世履
玉乃 世履（たまの よふみ、文政8年7月21日（1825年9月3日） - 1886年（明治19年）8月8日）は、日本の司法官。剛毅果断・清廉潔白な精神の持ち主で、裁判官としての公正な裁きにより、「明治の大岡」と賞賛された。号は五龍。大審院長在職中に自殺した。

## 生涯

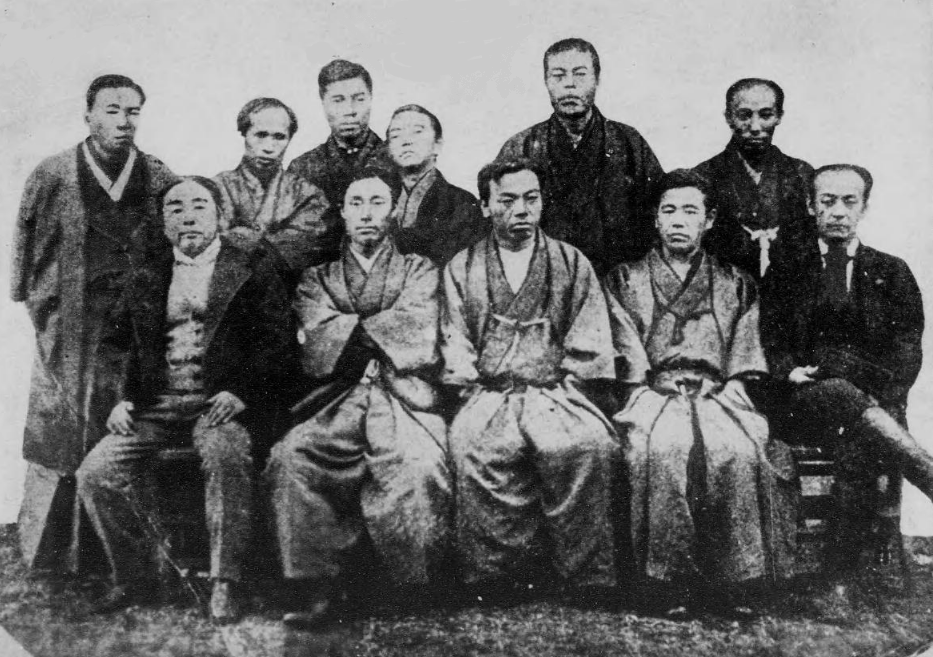
司法省権大判事時代の玉乃世履（前列左）。前列左より、玉乃、福岡孝弟大輔、江藤新平司法卿、楠田英世明法権頭、渡辺驥少丞。後列左より、丹羽賢少丞、島本仲道警保頭 、松岡康毅七等出仕、松本暢権大判事（元壬生藩御典医・石崎誠庵）、尾崎忠治中判事、阪本政均警保助。1872年

- 1825年（文政8年） - 岩国領主吉川家家臣桂脩助の子として生まれる。
- 1851年（嘉永4年） - 藩校の養老館学頭であった玉乃九華の養子となる。
- 1866年（慶応2年）3月 - 農民からなる「北門団」を組織し、洋式操練を施す。北門団は四境役に出征している。
- 1867年（慶応3年） - 日新隊を組織し、12月9日上洛。翌年1月3日から始まった鳥羽・伏見の戦いの後、同月末に岩国に帰る。
- 1868年（慶応4年）7月 - 岩国藩公儀人を命ぜられる。
- 1869年（明治2年）2月 - 会計官判事試補となる。
- 1869年（明治2年）5月 - 民部官判事試補、次いで民部官の聴訟司知事となる。
- 1869年（明治2年）7月 - 聴訟権正、次いで民部少丞となる。
- 1871年（明治4年）7月 - 廃藩置県により、判事として司法省に入る。
- 1871年（明治4年）11月 - 司法権大判事となる。
- 1872年（明治5年）8月の早朝神田橋に差し掛かったところ、代言人で深川の大川端町で油問屋を営む服部喜平治に短刀で右肩を斬り付けられた。玉乃は「狼藉者！ポリス！！」と叫んで警察官を呼び、暗殺未遂となった。服部はその場で捕縛され、同年9月に、首切り役人山田浅右衛門の9代目（最後の首斬役）吉亮により斬首刑に処された。
- 1875年（明治8年）4月 - ギュスターヴ・エミール・ボアソナードが拷問現場を目撃して狼狽しているところに偶然通りかかり、名村泰蔵とともに三人で司法卿大木喬任に談判する。
- 1875年（明治8年）5月4日 - 同年4月14日の大審院の設置に伴い、三等判事に任じられる。
- 1875年（明治8年）5月12日 - 二等判事として大審院長代理となる（院長は欠員）。
- 1878年（明治11年）9月13日 - 正式に初代大審院長となる。紀尾井坂の変に伴い臨時裁判所が開設、司法卿より任命され判決案を作成。
- 1879年（明治12年） - 大審院を離れて司法大輔となり、元老院議官も兼ねる。
- 1879年（明治12年）12月 - 治罪法草案審査委員を命ぜられる。
- 1881年（明治14年）7月27日 - 再び大審院長（第3代）となる。
- 1883年（明治16年） - 福島事件裁判の高等法院裁判長を務める[5]。政府側の圧力があったが、大部分の被告を無罪とし、大物数名のみを内乱罪の最も軽い刑で処理した。楠精一郎はこの判決を「司法権の独立がまだ確立せず大審院の地位が低い時代に、玉乃が藩閥政府に対して試みた司法権確立のためのぎりぎりの抵抗」と評価している[6]。
- 1885年（明治18年）春 - 大審院を休職し熱海で転地療養。
- 1886年（明治19年）8月8日深夜 - 大審院長在職中、神田雉子町（現在の神田小川町1丁目1-11）の自宅2階に於いて、刀で自殺（享年62）。自殺の動機は不明で、糖尿病、うつ病、大官の罪をあばくに忍びなかったなど諸説あり[7]谷中霊園に葬られる。墓の近くには石碑「大審院長玉乃君碑」がある[8]。

## 栄典
- 1885年（明治18年）10月1日 - 正四位[9]
- 1886年（明治19年）8月7日 - 従三位[10]

## 家族
- 実父・桂脩助 - 岩国領主吉川家家臣
- 養父・玉乃九華 - 藩校養老館学頭
- 妻・光子
- 長女・ふみ - 陸軍少将皷包武（岸信介、佐藤栄作の祖父・佐藤信彦の弟）の妻[11]
- 長男・玉乃一熊 - ビリヤードの名人として知られ、著書もある[12]。大野毛利家出身の妻との間に二男を儲けたが離婚。のち再婚し一男三女を儲けるが、地方で一稼ぎしてくると家を出たのち消息不明となった事もある[13]。牛込区河田町でビリヤード場を営んだ[14]。
- 孫・玉乃由理 - 一熊の長男。滝野川区田端新町に「木炭瓦斯工業所」を開き、ガソリン車に代わる非常時用木炭瓦斯自動車の発明研究に勤しんだ[14]。両親の離婚後祖母光子に引き取られたが、13歳で祖母が亡くなり、再婚した父のもとに戻り、攻玉社中学に進学。同校中退後、家を出て18歳で瓦斯工業協会の製図見習工となり、以降築地工手学校、早稲田工手学校などを転々としたのち、25歳で中央工学校を卒業。自動車修繕工場を転々とし、自ら経営もした[14]。

## 玉乃世履を演じた俳優
- 高木渉『青天を衝け』（2021年、NHK）